# Chromatoiulus tauricus
Chromatoiulus tauricus är en mångfotingart som beskrevs av Carl Graf Attems 1907. Chromatoiulus tauricus ingår i släktet Chromatoiulus och familjen kejsardubbelfotingar. Inga underarter finns listade i Catalogue of Life.